# Rachel Starr
Rachel Starr (ur. 26 listopada 1983 w Burleson) – amerykańska aktorka pornograficzna.

## Życiorys

### Wczesne lata
Urodziła się w Burleson w stanie Teksas. Po ukończeniu szkoły średniej w Burleson w 2001 roku rozpoczęła pracę w towarzystwie ubezpieczeniowym. Jednakże w 2002 roku postanowiła zostać striptizerką w Dallas.

### Kariera

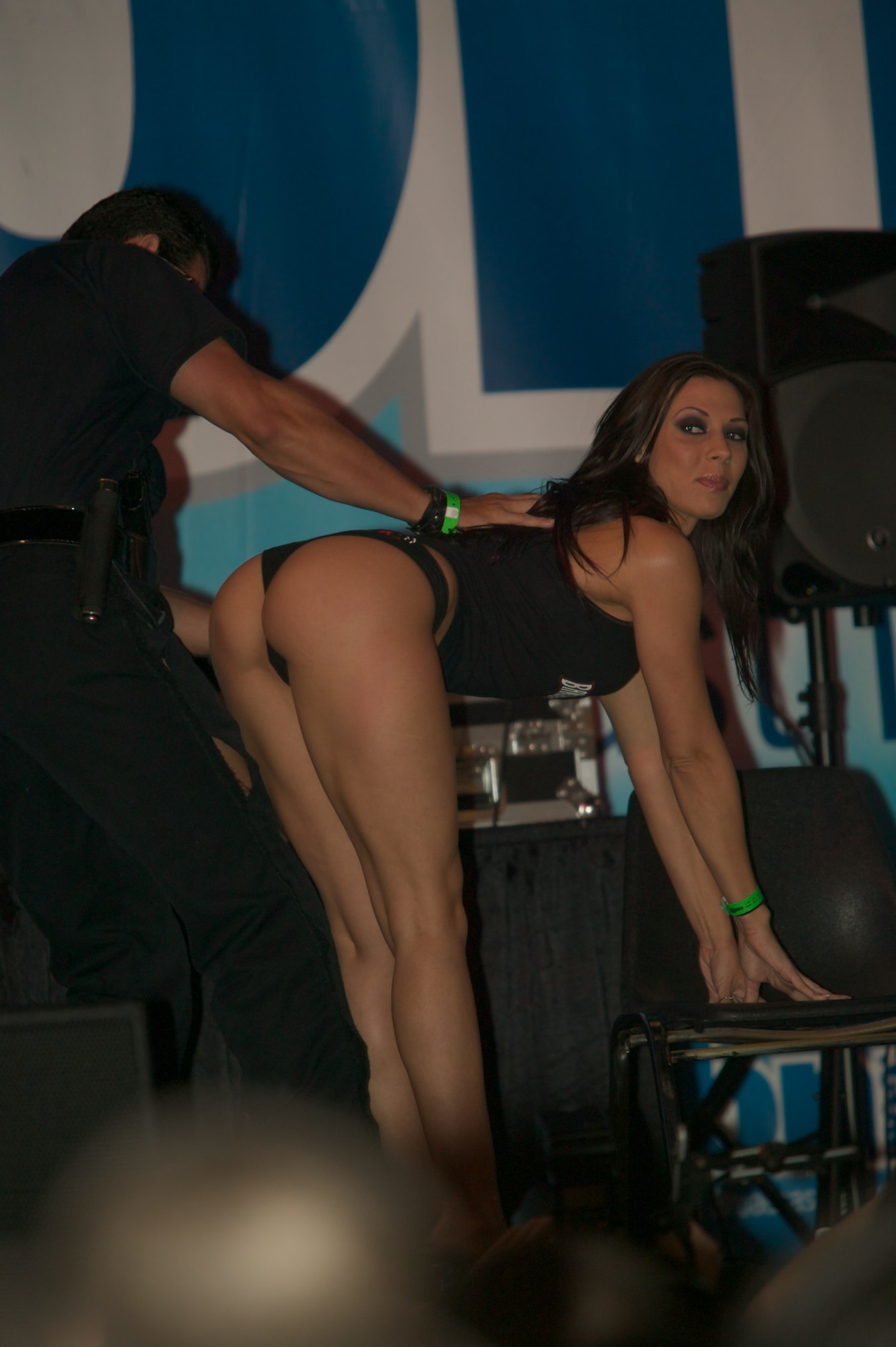
Rachel Starr na Exxxotica 2011

W 2007 roku podczas pracy w nocnym klubie Déjà Vu Hustler w Shreveport została odkryta przez aktora pornograficznego Jacka Venice. W branży pornograficznej zadebiutowała w tym samym roku w wieku 24 lat rolą w filmie American Daydreams 5 wyprodukowanym przez studio Naughty America. W pierwszym roku swojej kariery w przeciągu ośmiu miesięcy wystąpiła w ponad stu scenach, w tym lesbijskich, analnych i podwójnej penetracji dla firm produkcyjnych, takich jak Red Light District, Elegant Angel, Brazzers, Jules Jordan Video czy Pure Play Media. 25 maja 2007 pracowała dla Kink.com w scenach sadomasochistycznych, takimi jak uległość, głębokie gardło, plucie i bicie. Była to seria Sex and Submission z Markiem Davisem.
W 2008 roku zagrała tytułową rolę w filmie Rachel's Choice, produkcji studia Evil Angel. Za swoją rolę Starr podczas 26. ceremonii rozdania nagród AVN Award otrzymała nominację w kategorii „Najlepsza scena seksu grupowego”. Film otrzymał również nominację w kategoriach „Najlepszy reżyser – produkcji niefabularnej” oraz „Najlepsza realizacja gonzo”.
W 2010 roku wystąpiła w filmie Rachel Starr Is Bad Ass, wyprodukowanym przez studio Elegant Angel. Był to zarazem pierwszy raz, kiedy wystąpiła w scenie seksu analnego. Za ten film podczas 28. ceremonii rozdania AVN Awards otrzymała nominację w kategorii „Najlepsza scena seksu triolizmu - dziewczyna/dziewczyna/chłopak”. Film otrzymał też nominację w kategorii „Najlepsza realizacja gonzo”.
Pojawiła się jako gwiazda porno Debbie w komedii They're Out of the Business (2011).
W 2012 roku studio Bang Bros wypuściło kompilacje scen z jej udziałem - Girls Of Bangbros Vol. 11: Rachel Starr. W tym samym roku zagrała w filmie wyprodukowanym przez Vivid Enterntainment - Rachel Starr: Dirty Little Tease.
Była związana z raperem Machine Gunem Kelly.

## Nagrody i nominacje
| Rok  | Nagroda    | Kategoria                                                       | Film                           | Inni wykonawcy                               | Rezultat  |
| ---- | ---------- | --------------------------------------------------------------- | ------------------------------ | -------------------------------------------- | --------- |
| 2009 | AVN Award  | Najlepsza scena seksu grupowego                                 | Rachel's Choice (2008)         | Erik Everhard, McKenzee Miles i Steve Holmes | Nominacja |
| 2011 | AVN Award  | Najlepsza scena seksu triolizmu – dziewczyna/dziewczyna/chłopak | Rachel Starr Is Bad Ass (2010) | Asa Akira i Mick Blue                        | Nominacja |
| 2013 | Sex Award  | Najlepsze ciało w porno                                         | –                              | –                                            | Nominacja |
| 2014 | AVN Award  | Najlepsza scena seksu POV                                       | Tanlines 3 (2013)              | Kevin Moore                                  | Nominacja |
| 2014 | XBIZ Award | Najlepsza scena w realizacji niefabularnej                      | Ass Worship 14 (2013)          | Jules Jordan                                 | Nominacja |
| 2015 | AVN Award  | Najlepsza scena seksu triolizmu – dziewczyna/dziewczyna/chłopak | Stacked Hardbodies (2014)      | Richie Black i Chris Strokes                 | Nominacja |
| 2015 | AVN Award  | Najgorętszy tyłek                                               | –                              | –                                            | Nominacja |
| 2017 | AVN Award  | Najlepsza scena seksu triolizmu – dziewczyna/chłopak/chłopak    | Flesh Hunter 13 (2016)         | Chris Strokes i Jules Jordan                 | Nominacja |